# Kościół św. Mikołaja w Quedlinburgu
Kościół Św. Mikołaja – kościół farny Nowego Miasta w Quedlinburgu. Jego dwie 72 – metrowej wysokości wieże stanowią do dziś dominantę panoramy miasta widzianej ze wzgórza zamkowego. Przykład architektury gotyckiej w środkowej Saksonii. 
Powstała w XII w. osada Nowe Miasto, położona na północny wschód od Starego Miasta – dawnej osady położonej wokół kościoła św. Benedykta potrzebowała własnej parafii. W konsekwencji w 1222 r. rozpoczęto budowę nowomiejskiej parafii. Pierwotna romańska bazylika została stopniowo przebudowywana w duchu gotyckim, wpierw część zachodnia – korpusu nawowy zbudowany w formie trójnawowej hali. Następnie w XIV w. wybudowano nowe gotyckie prezbiterium oraz monumentalną fasadę zachodnią z dwoma wielokondygnacyjnymi wieżami. W XVIII w. kościół gruntownie zbarokizowano, w 1712 r. kościół otrzymał monumentalny dwukondygnacyjny ołtarz główny a w 1731 r. ambonę. Ponadto po stronie zachodniej wzniesiono drewnianą emporę, na której w 1849 r. postawiono nowe organy. Na początek XX w. przypada gruntowna renowacja kościoła. W latach 90. ubiegłego stulecia okna kościoła otrzymały witraże wykonane przez Ferdinanda Mūllera.